# Христо Медникаров (писател)
 Тази статия е за писателя.  За революционера вижте Христо Медникаров.  
Христо Стоянов Медникаров е български публицист, поет и писател.

## Биография
Роден е на 18 април 1930 г. в село Разпоповци, Еленско. Завършва гимназия в Елена, а след това висше образование – руска филология в Софийския университет. Учител е в Елена и Велико Търново и след това, в периода 1971 – 1990 г., е журналист във вестник „Борба“ във Велико Търново.
Член е на Съюза на българските писатели и Съюза на българските журналисти. Заслужил краевед.
Носител е на национални награди за есеистика и поезия. Превежда руска поезия. Участва в антологии и сборници. За книгата си „Размисли и прозрения“ през 1996 г. е номиниран от Международната академия за изкуства в Париж. Носител е на наградата „Златното перо“ на Съюза на българските журналисти и на орден „Св. св. Кирил и Методий“ I степен.
Почетен гражданин е на Елена (2004).
През 2017 г. получава почетния знак „Стоян Михайловски“ в Елена.
Умира на 14 ноември 2019 г.

## Творчество
Автор е на книги с литературни изследвания, поезия, есеистика и разкази, сред които:
- „По следите на Емилиян Станевите герои“ (изследване, 1982);
- „Люлка под Балкана“ (документална повест, 1992);
- „Стожер на духа“ (в съавторство, 1993);
- „Есенни ручеи“ (стихове, 1993);
- „Размисли и прозрения“ (1994);
- „Родени от Балкана“ (в съавторство, 1995);
- „По диктовка на сърцето. Биографичен очерк за Верка Сиракова-Недялкова“ (1998);
- „Български вълшебства“ (есета и къси разкази, 1998);
- „Песни за българския дух“ (1998);
- „Посечената вяра на зографа“ (разкази, 2000);
- „Еленски балканджии-шегаджии“ (2001);
- „Пъстроцветия“ (разкази, 2002);
- „Живописецът Йордан Попов. Биографичен очерк“ (2003);
- „Живот за родния край. Биография на Стоян Медникаров“ (2005);
- „Нашепнато от Балкана“ (стихове, 2005);
- „Еленска духовна твърдина 1837 – 2007“ (в съавторство, 2007);
- „Родословие и роден край на Емилиян Станев“ (2008);
- „Идвайте си“ (стихове, 2010);
- „Камъчета от реката“ (разкази, 2010);
- „Весели еленски бивалици“ (2012);
- „Неразделни като в паметта“ (в съавторство с Пенчо Чернаев, 2014);
- „Обич и памет за роден край“ (2015).[1]